# Żar tropików
Żar tropików (Tropical Heat, Sweating Bullets) – kanadyjsko-meksykańsko-izraelski serial kryminalny,
Serial emitowany był przez trzy sezony (1991-1993), nakręcono 66 odcinków. Sezon pierwszy i drugi do odcinka 22 nagrywany był w Meksyku, w Puerto Vallarta, sezon drugi i trzeci (do odcinka 45) w Ejlacie w Izraelu, a pozostała część sezonu trzeciego w Pretorii w Południowej Afryce.

## Fabuła
Akcja toczy się w fikcyjnym miasteczku wypoczynkowym Key Mariah na Florydzie. Treścią są śledztwa które prowadzi prywatny detektyw - Nick Slaughter oraz jego zawodowa partnerka, piękna Sylvie Girard.

## Obsada
- Rob Stewart jako Nick Slaughter
- Carolyn Dunn jako Sylvie Girard
- John David Bland jako Ian Stewart (1991–92)
- Ian Tracey jako Spider Garvin (1992–93)
- Pedro Armendáriz Jr. jako porucznik Carillo (1991–92)
- Eugene Clark jako Ollie Porter (1991–92)
- Ari Sorko-Ram jako sierżant Gregory (1992–93)
- Allen Nashman jako sierżant Rollie (1992–93)
- Graeme Campbell jako Rupert

W epizodach wystąpili m.in.: Rachel Weisz, Traci Lords, Yannick Bisson, Joe Lara.

## Polska wersja
W Polsce serial był nadawany na pięciu kanałach: TVP 1 
(premiera 6 lipca 1994), Polsat,  TV4, Tele5 i RTL 7. Posiadał cztery wersje lektorskie - pierwszą wykonaną przez studio nagraniowe Telewizji Polskiej, drugą - dla RTL 7 przez Studio Plejada, trzecią - dla TV4 w 2000 roku przez tłumacza Artura Nowaka i czwartą - dla Tele5 przez Studio Telefilm. TV4 pokazała wersję emitowaną w Polsacie w pierwszej połowie 1998 roku.

## Lista odcinków
Dodatkowo, w roku 2001, z materiałów serialowych został złożony film sensacyjny Criss Cross.